# Протон (ракета-носач)
Протон (званични назив UR-500; такође позната као D-1/D-1e или SL-12/SL-13) руска је ракета-носач први пут лансирана 1965. године, која се још увек налази у употреби. То је чини једним од најуспешнијих тешких носача у историји свемирских летова. Протон користи високотоксично гориво азот тетроксид/хептил, што је највећи разлог његове замене на РН Ангара. Све Протон ракете се праве у фабрици Хруничев надомак Москве, а онда се транспортују за лансирање до космодрома Бајконур, где се довозе до лансирне рампе у хоризонталном положају, а затим подижу у вертикални положај за лансирање. Маса корисног терета за лансирање у ниску орбиту је око 22 t (49.000 lb) из космодрома Бајконур, а у геостационарну орбиту је 6 t (13.000 lb) до 7 t (15.000 lb) .
Капацитет лансирања у ниску Земљину орбиту је око 22,8 t (50.000 lb). Геостационарни преносни капацитет је око 63 t (139.000 lb). Комерцијална лансирања се продају од стране Међународне лансирне службе (ILS).
Године 2013, планирано је да се ракета повуче из употребе пре 2030. године. Према подацима из 2018. године, производња ракете Протон се обуставља, јер нова ракета-носач Ангара долази у погон и постаје оперативна. Вероватно неће бити потписани нови уговори о услугама лансирања за Протон.
Ракета-носач Протон је 15. децембра 2014. године у 00.16 УТЦ полетела јубиларни 400. пут. Место лансирања био је ЛК 81 космодрома Бајконур. У заштитном омотачу ракете налазио се комуникациони сателит Јамал–401 (рус. Ямал-401), масе 3.270 kg, који је уз помоћ четвртог степена Бриз-М достављен у геостационарну орбиту, 35.669 km изнад екватора. Оператор сателита је компанија Гаспром, а сам сателит је конструисан за најмање 15 година оперативне употребе. До 9. јуна 2016. године, ракета Протон је у најновијој Протон-М верзији имала 98 лансирања, од којих је 88 било успешно, па је тако њен ниво успешности 89,79%.

## Историја
Протон је започео свој живот као „супер тешки ИЦБМ“. Дизајниран је да лансира термонуклеарно оружје од 100 мегатона (или веће) на удаљености од 13.000 km. Био је изузетно предимензиониран за ИЦБМ и никада није био распоређен у таквом капацитету. На крају је коришћен као свемирско лансирно возило. То је била идеја дизајнерског бироа Владимира Челомеја да буде фолија за ракету Н1 Сергеја Корољова, чија је сврха била да пошаље свемирску летелицу Зонд са два човека око Месеца; Корољов се отворено супротставио другим пројектима Протона и Челомеја због употребе токсичних горива. Необичан изглед прве етапе произилази из потребе да се компоненте транспортују железницом. Централни резервоар оксидатора је максималне ширина за утоварни мерач колосека. Шест резервоара који га окружују носе гориво и служе као причврсне тачке за моторе. Упркос томе што подсећају на појачиваче, нису дизајнирани да се одвајају од централног резервоара оксидатора. Прва и друга фаза су повезане решеткастом структуром. Мотор другог степена се пали непосредно пре одвајања првог степена и решетка дозвољава издувним гасовима да побегну. Ово се зове „вруће сценирање” и елиминише потребу за моторима са празним деловима на другом степену.
Ужурбани развојни програм довео је до десетина неуспеха између 1965. и 1972. Протон није завршио своја државна испитивања све до 1977. године, када је процењено да има више од 90% поузданости.
Протонов дизајн је држан у тајности до 1986. године, при чему су јавности приказиване само горње фазе у филмским исечцима и фотографијама, а први пут да је комплетно возило приказано спољном свету догодило се током телевизијског лансирања Мира.
Масовна производња система за навођење, навигацију и контролу за Протон је почела 1964. године у индустријском удружењу „Комунар“ (Харков, Украјина).
Протон је покренуо совјетске летове око Месеца без посаде и требало је да покрене прве совјетске циркумлунарне летове са посадом, пре него што су Сједињене Државе летеле у мисији Аполо 8. Протон је лансирао свемирске станице Саљут, основни сегмент Мира и модуле за проширење, као и модуле Зарја и Звезда ISS-а.
Протон такође лансира комерцијалне сателите, већином којих управља Међународна лансирна служба. Прво лансирање ИЛС Протона било је 9. априла 1996. лансирањем комуникационог сателита SES Astra 1F.
Између 1994. и средине 2010. приходи Протона износили су 4,3 милијарде долара, а предвиђало се да ће порасти на 6 милијарди долара до 2011. године.
У јануару 2017. Протон је привремено приземљен, јер је произвођач, Вороњешка машинска фабрика, заменио легуру отпорну на топлоту у моторима јефтинијим металом.
У јуну 2018. државна корпорација Роскосмос је објавила да ће ракета Протон престати да се производи након што нова ракета-носач Ангара уђе у погон и постане оперативна. Вероватно неће бити потписани нови уговори о услугама лансирања за Протон.
Протон је своју последњу заказану комерцијалну мисију обавио 9. октобра 2019. године, испоручивши Еутелсат 5 Вест Б и Возило за проширење мисије-1 у геостационарну орбиту. Бројне мисије Роскосмоса и других руских владиних мисија остају на манифесту лансирања Протона.